# Túnica do sumo sacerdote de Israel

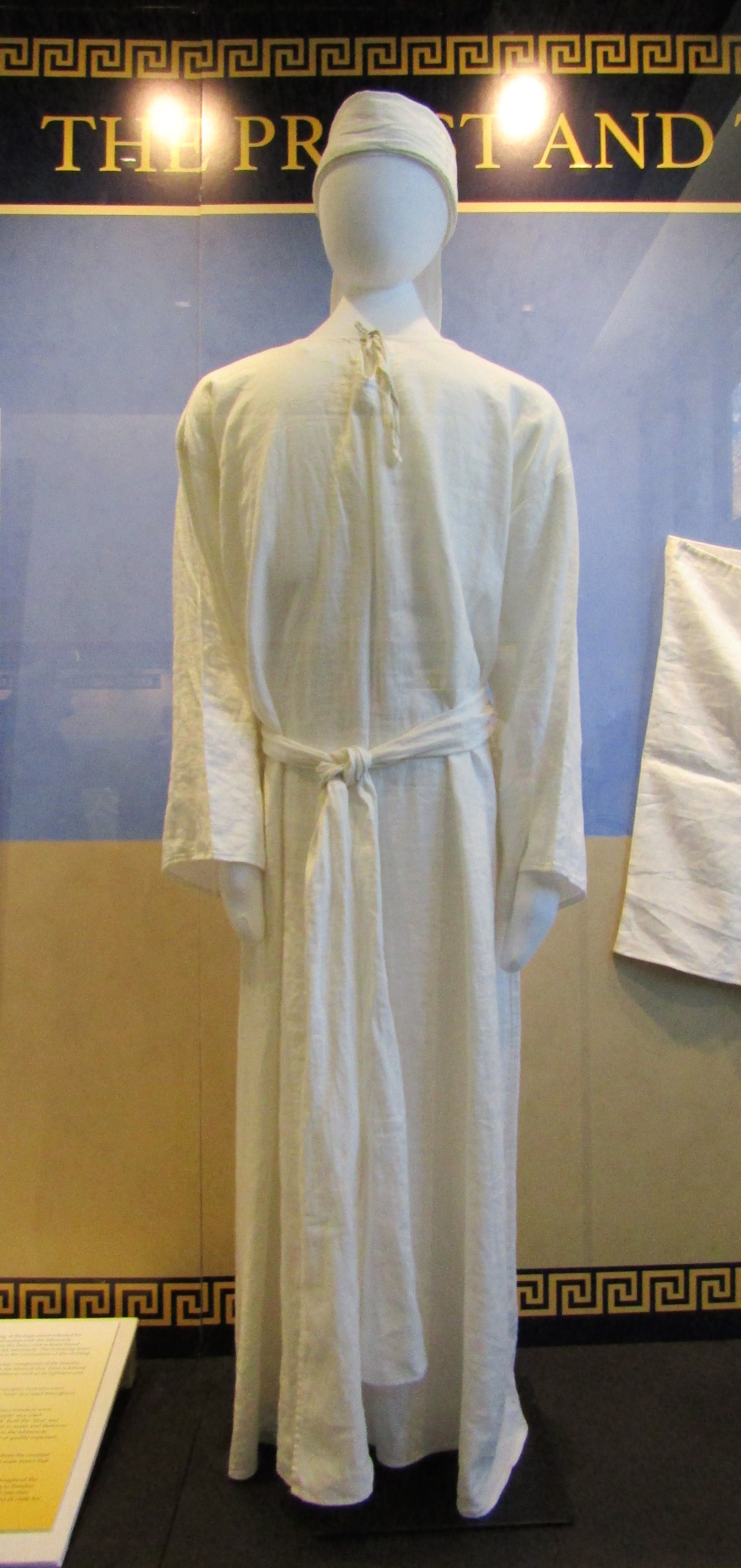
Exposição de roupas de cama sacerdotais para a réplica do Tabernáculo na BYU

A túnica bordada (ketonet) era a túnica usada pelo Sumo Sacerdote de Israel e pelos sacerdotes, quando serviam no Tabernáculo e no Templo em Jerusalém.
Era feito de linho puro, cobrindo todo o corpo desde o pescoço até os pés, com mangas alcançando os pulsos. A do Sumo Sacerdote era bordada,(Êxodo 28:40) e as dos sacerdotes eram planas (Êxodo 28:40)
.
No Dia da Expiação, o Sumo Sacerdote mudaria para uma ketonet especial feitaa de linho fino, que não seria bordada quando ele entrasse no Santo dos Santos. A túnica bordada só poderia ser usado uma vez, com um novo jogo feito para cada ano.

## No Talmude
De acordo com o Talmude, o uso da túnica bordada expiou o pecado de derramamento de sangue por parte dos filhos de Israel (Talmude Babilônico, Zevachim 88:B).